# Pelugo

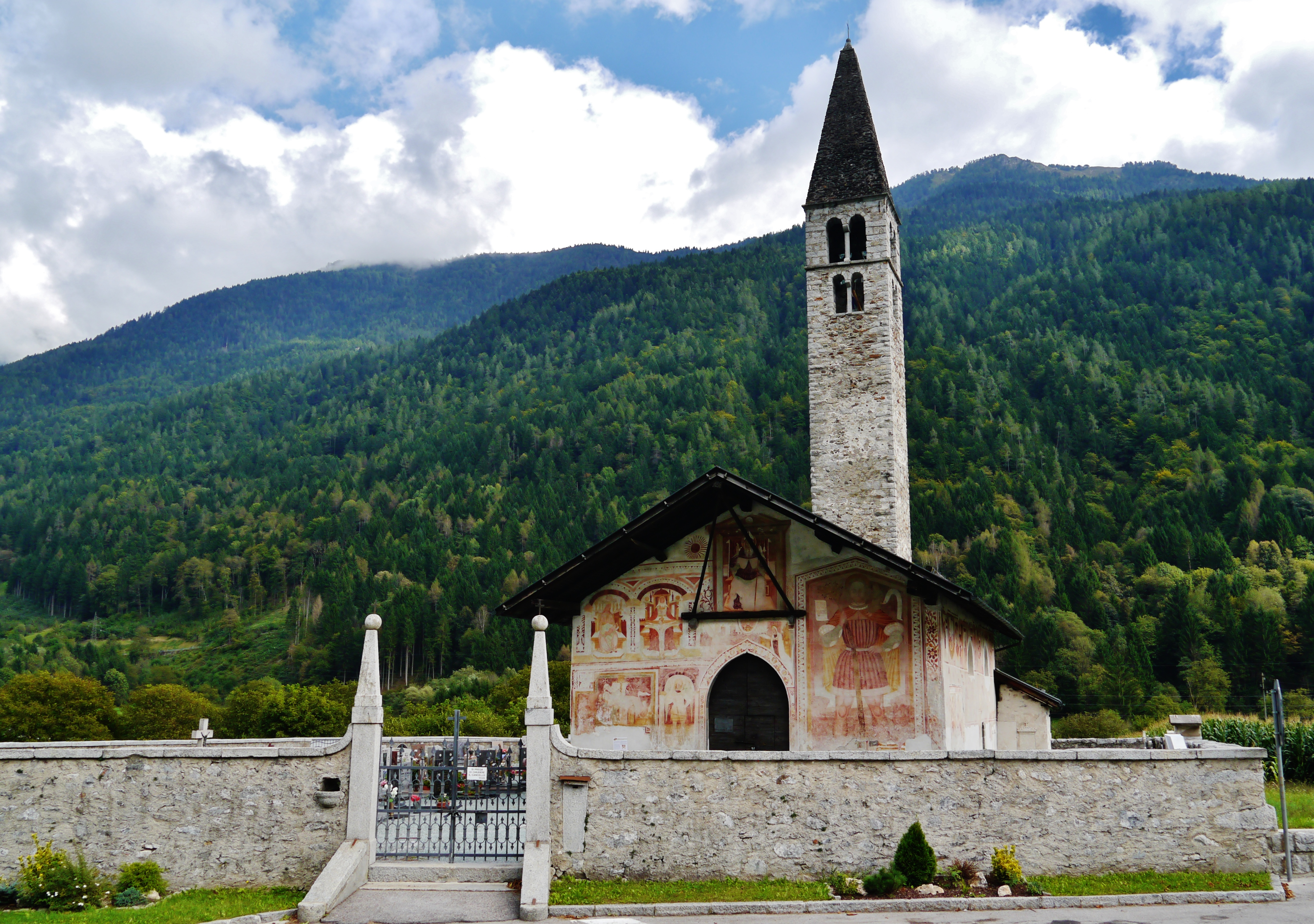
Die Friedhofskirche San Antonio (15. Jh.)

Pelugo (im Trentiner Dialekt: Pilùch, deutsch veraltet: Paluch) ist eine italienische Gemeinde (comune) mit 397 Einwohnern (Stand am 31. Dezember 2023) in der Provinz Trient, Region Trentino-Südtirol. Sie gehört zur Talgemeinschaft Comunità delle Giudicarie.

## Geographie
Die Gemeinde liegt etwa 30,5 Kilometer westnordwestlich von Trient im Rendenatal in den Inneren Judikarien auf der orographisch rechten Uferseite der Sarca auf 675 m s.l.m.

## Verkehr
Durch die Gemeinde führt die Strada Statale 239 di Campiglio von Dimaro nach Tione di Trento.

## Söhne und Töchter der Gemeinde
- Bruno Burrini (1931–2017), Skirennläufer
- Gino Burrini (1934–2022), Skirennläufer